# Al-Ettifaq
Al-Ettifaq (arabisch نادي الاتفاق, DMG Nādī l-Ittifāq) ist ein 1944 gegründeter saudi-arabischer Sportverein aus Dammam. Die Herren-Fußballmannschaft spielt in der Saudi Professional League. Die Heimspiele werden im Prinz-Mohamed-bin-Fahd-Stadion ausgetragen, welches Platz für 35.000 Besucher bietet. Größter Erfolg des Vereins ist der zweimalige Gewinn der Meisterschaft, 1983 und 1987. In den letzten Jahren fand man sich meist im Mittelfeld der Tabelle wieder und konnte keine nennenswerten Erfolge mehr erzielen. Nach Rang neun im Vorjahr wurde die Saison 2010/11 auf dem dritten Platz beendet. Im Sommer 2015 übernahm der deutsche Trainer Reinhard Stumpf die Mannschaft.

## Vereinserfolge

### National
- Saudi Premier League: 1983, 1987[1]
- Saudi Crown Prince Cup: 1965
- Kings Cup: 1968, 1985

## Aktueller Kader
Stand: 4. Januar 2025
| Nr. |               | Position | Name                |
| --- | ------------- | -------- | ------------------- |
| 1   | Slowakei      | TW       | Marek Rodák         |
| 3   | Saudi-Arabien | AB       | Abdullah Mado       |
| 4   | Schottland    | AB       | Jack Hendry         |
| 7   | Kamerun       | ST       | Carl Toko Ekambi    |
| 8   | Niederlande   | MF       | Georginio Wijnaldum |
| 9   | Frankreich    | ST       | Moussa Dembélé      |
| 10  | Spanien       | MF       | Álvaro Medrán       |
| 11  | Jamaika       | ST       | Demarai Gray        |
| 14  | Brasilien     | ST       | Vitinho             |
| 15  | Saudi-Arabien | AB       | Abdullah al-Bishi   |
| 17  | Saudi-Arabien | MF       | Hassan AL-Musallam  |
| 18  | Portugal      | ST       | João Costa          |

| Nr. |               | Position | Name                 |
| --- | ------------- | -------- | -------------------- |
| 21  | Saudi-Arabien | ST       | Abdullah Radif       |
| 23  | Saudi-Arabien | TW       | Ahmad Al-Harbi       |
| 25  | Saudi-Arabien | AB       | Abdulbasit Hindi     |
| 29  | Saudi-Arabien | AB       | Mohammed Abdulrahman |
| 33  | Saudi-Arabien | AB       | Madallah Al-Olayan   |
| 46  | Saudi-Arabien | ST       | Abdulaziz Al-Aliwa   |
| 61  | Saudi-Arabien | AB       | Radhi Al-Otaibi      |
| 70  | Saudi-Arabien | AB       | Abdullah al-Khateeb  |
| 77  | Saudi-Arabien | MF       | Majed Dawran         |
| 87  | Saudi-Arabien | AB       | Meshal Al-Sibyani    |
| 88  | Saudi-Arabien | MF       | Abdulelah al-Malki   |
| 92  | Saudi-Arabien | TW       | Turki Baaljawsh      |

## Trainerchronik
| Name              | Zeitraum  | Bemerkung |
| ----------------- | --------- | --------- |
| Wojciech Łazarek  | 1993–1994 |           |
| Khalil Al-Zayani  | 1999–2000 |           |
| Jorge C. Habegger | 2004      |           |
| Jan Versleijen    | 2005–2006 |           |
| Toni              | 2007–2008 |           |
| Ioan Andone       | 2008–2009 |           |
| Ion Marin         | 2009–2011 |           |
| Youssef Zouaoui   | 2011      |           |
| Branko Ivanković  | 2011–2012 |           |
| Alain Geiger      | 2012      |           |
| Maciej Skorża     | 2012–2013 |           |
| Theo Bücker       | 2013      |           |
| Beñat San José    | 2014–2015 |           |
| Reinhard Stumpf   | 2015      |           |